# Letur (kommunhuvudort)
Letur är en kommunhuvudort i Spanien.   Den ligger i provinsen Provincia de Albacete och regionen Kastilien-La Mancha, i den sydöstra delen av landet, 270 km sydost om huvudstaden Madrid. Letur ligger 735 meter över havet och antalet invånare är 1 206.
Terrängen runt Letur är kuperad, och sluttar norrut. Runt Letur är det mycket glesbefolkat, med 4 invånare per kvadratkilometer. Närmaste större samhälle är Elche de la Sierra, 10,6 km nordost om Letur. Omgivningarna runt Letur är i huvudsak ett öppet busklandskap.